# T-Systems
T-Systems es una multinacional alemana de servicios informáticos y de consultoría fundada en octubre de 2000 perteneciente al grupo alemán Deutsche Telekom.
Opera en 27 países (Alemania, Argentina, Austria, Bélgica, Brasil, Canadá, China, Dinamarca, Eslovaquia, España (T-Systems Iberia), Estados Unidos, Francia, Hungría, Italia, Japón, Malasia, México, Países Bajos, Polonia, Portugal, Reino Unido, República Checa, Singapur, Sudáfrica, Suecia, Suiza, Turquía) con 38.000 empleados.
En 2011 obtuvo una subida de ingresos del 2,1% y una ganancia operativa consolidada de 252 millones de euros.

## Filiales
- España: T-Systems Iberia/Eltec/Field Service